# 경상북도의회의원 목록
다음은 경상북도의회의원 60명 명단이다.

## 의원 목록
| 선거구           | 이름   | 소속정당     | 관할구역                                                                                               | 비고        |
| ---------------- | ------ | ------------ | --- | ----------- |
| 포항시 제1선거구 | 한창화 | 국민의힘     | 북구 흥해읍, 신광면, 청하면, 송라면, 기계면, 죽장면, 기북면                                            | 무투표 당선 |
| 포항시 제2선거구 | 김희수 | 국민의힘     | 북구 용흥동, 우창동                                                                                    |             |
| 포항시 제3선거구 | 이칠구 | 국민의힘     | 북구 양학동, 중앙동, 죽도동                                                                            |             |
| 포항시 제4선거구 | 연규식 | 국민의힘     | 북구 장량동 일부, 두호동, 환여동                                                                       |             |
| 포항시 제5선거구 | 박용선 | 국민의힘     | 북구 장량동 일부                                                                                       | 무투표 당선 |
| 포항시 제6선거구 | 서석영 | 국민의힘     | 남구 구룡포읍, 동해면, 장기면, 호미곶면, 해도동, 송도동, 청림동, 제철동                                |             |
| 포항시 제7선거구 | 이동업 | 국민의힘     | 남구 연일읍, 상대동, 대송면                                                                            | 무투표 당선 |
| 포항시 제8선거구 | 김진엽 | 국민의힘     | 남구 오천읍                                                                                            |             |
| 포항시 제9선거구 | 손희권 | 국민의힘     | 남구 효곡동, 대이동                                                                                    |             |
| 경주시 제1선거구 | 배진석 | 국민의힘     | 현곡면, 성건동, 황성동                                                                                 | 무투표 당선 |
| 경주시 제2선거구 | 최덕규 | 국민의힘     | 감포읍, 외동읍, 문무대왕면, 양남면, 동천동, 보덕동                                                     |             |
| 경주시 제3선거구 | 최병준 | 국민의힘     | 안강읍, 강동면, 천북면, 용강동                                                                         |             |
| 경주시 제4선거구 | 박승직 | 국민의힘     | 건천읍, 내남면, 산내면, 서면, 중부동, 황오동, 황남동, 선도동, 월성동, 불국동                           | 무투표 당선 |
| 김천시 제1선거구 | 최병근 | 국민의힘     | 봉산면, 대항면, 구성면, 지례면, 부항면, 대덕면, 증산면, 대곡동                                         |             |
| 김천시 제2선거구 | 이우청 | 국민의힘     | 감천면, 조마면, 자산동, 평화남산동, 양금동, 지좌동, 대신동                                             |             |
| 김천시 제3선거구 | 조용진 | 국민의힘     | 아포읍, 남면, 농소면, 개령면, 감문면, 어모면, 율곡동                                                   |             |
| 안동시 제1선거구 | 김대진 | 국민의힘     | 풍산읍, 북후면, 서후면, 풍천면, 일직면, 남후면, 옥동, 송하동                                           |             |
| 안동시 제2선거구 | 권광택 | 국민의힘     | 와룡면, 남선면, 임하면, 길안면, 임동면, 예안면, 도산면, 녹전면, 용상동, 강남동                         |             |
| 안동시 제3선거구 | 김대일 | 국민의힘     | 중구동, 명륜동, 서구동, 태화동, 평화동, 안기동                                                         |             |
| 구미시 제1선거구 | 김용현 | 국민의힘     | 송정동, 형곡1동, 형곡2동, 원평동                                                                       | 무투표 당선 |
| 구미시 제2선거구 | 황두영 | 국민의힘     | 선주원남동, 도량동                                                                                     |             |
| 구미시 제3선거구 | 허복   | 국민의힘     | 지산동, 신평1동, 신평2동, 비산동, 광평동, 공단동                                                       |             |
| 구미시 제4선거구 | 김상조 | 국민의힘     | 상모사곡동, 임오동                                                                                     | 무투표 당선 |
| 구미시 제5선거구 | 정근수 | 국민의힘     | 선산읍, 고아읍, 무을면, 옥성면, 도개면                                                                 |             |
| 구미시 제6선거구 | 윤종호 | 국민의힘     | 산동읍, 해평면, 장천면                                                                                 |             |
| 구미시 제7선거구 | 김창혁 | 국민의힘     | 인동동, 진미동                                                                                         |             |
| 구미시 제8선거구 | 백순창 | 국민의힘     | 양포동                                                                                                 |             |
| 영주시 제1선거구 | 임병하 | 국민의힘     | 순흥면, 단산면, 부석면, 상망동, 하망동, 영주1동, 영주2동, 가흥1동, 가흥2동                             | 무투표 당선 |
| 영주시 제2선거구 | 박성만 | 국민의힘     | 풍기읍, 이산면, 평은면, 문수면, 장수면, 안정면, 봉현면, 휴천1동, 휴천2동, 휴천3동                      | 무투표 당선 |
| 영천시 제1선거구 | 이춘우 | 국민의힘     | 금호읍, 청통면, 신녕면, 화산면, 북안면, 대창면, 서부동, 완산동, 남부동                                 | 무투표 당선 |
| 영천시 제2선거구 | 윤승오 | 국민의힘     | 화북면, 화남면, 자양면, 임고면, 고경면, 동부동, 중앙동                                                 |             |
| 상주시 제1선거구 | 남영숙 | 국민의힘     | 함창읍, 중동면, 사벌국면, 낙동면, 외서면, 은척면, 공검면, 이안면, 북문동, 계림동, 동문동               | 무투표 당선 |
| 상주시 제2선거구 | 김홍구 | 국민의힘     | 청리면, 공성면, 외남면, 내서면, 모동면, 모서면, 화동면, 화서면, 화북면, 화남면, 남원동, 동성동, 신흥동 |             |
| 문경시 제1선거구 | 박영서 | 국민의힘     | 문경읍, 가은읍, 마성면, 농암면, 점촌2동, 점촌4동, 점촌5동                                              | 무투표 당선 |
| 문경시 제2선거구 | 김창기 | 국민의힘     | 영순면, 산양면, 호계면, 산북면, 동로면, 점촌1동, 점촌3동                                               |             |
| 경산시 제1선거구 | 차주식 | 국민의힘     | 남천면, 남부동, 서부1동, 남산면                                                                        |             |
| 경산시 제2선거구 | 배한철 | 국민의힘     | 하양읍, 진량읍, 와촌면                                                                                 |             |
| 경산시 제3선거구 | 박채아 | 국민의힘     | 중방동, 중앙동, 서부2동, 북부동                                                                        |             |
| 경산시 제4선거구 | 이철식 | 국민의힘     | 압량읍, 자인면, 용성면, 동부동                                                                         |             |
| 의성군 제1선거구 | 최태림 | 국민의힘     | 의성읍, 점곡면, 옥산면, 사곡면, 춘산면, 가음면, 금성면                                                 |             |
| 의성군 제2선거구 | 이충원 | 국민의힘     | 단촌면, 봉양면, 비안면, 구천면, 단밀면, 단북면, 안계면, 다인면, 신평면, 안평면, 안사면                 | 무투표 당선 |
| 청송군 선거구    | 신효광 | 국민의힘     | 청송군 전역                                                                                            | 무투표 당선 |
| 영양군 선거구    | 박홍열 | 무소속       | 영양군 전역                                                                                            |             |
| 영덕군 선거구    | 황재철 | 무소속       | 영덕군 전역                                                                                            |             |
| 청도군 선거구    | 이선희 | 국민의힘     | 청도군 전역                                                                                            |             |
| 고령군 선거구    | 노성환 | 국민의힘     | 고령군 전역                                                                                            |             |
| 성주군 선거구    | 강만수 | 국민의힘     | 성주군 전역                                                                                            |             |
| 칠곡군 제1선거구 | 정한석 | 국민의힘     | 왜관읍, 지천면, 동명면, 가산면                                                                         |             |
| 칠곡군 제2선거구 | 박순범 | 국민의힘     | 북삼읍, 석적읍, 약목면, 기산면                                                                         |             |
| 예천군 제1선거구 | 도기욱 | 국민의힘     | 예천읍, 용문면, 감천면, 보문면, 유천면, 효자면, 은풍면                                                 |             |
| 예천군 제2선거구 | 이형식 | 국민의힘     | 호명면, 용궁면, 개포면, 지보면, 풍양면                                                                 |             |
| 봉화군 선거구    | 박창욱 | 국민의힘     | 봉화군 전역                                                                                            |             |
| 울진군 선거구    | 김원석 | 국민의힘     | 울진군 전역                                                                                            |             |
| 울릉군 선거구    | 남진복 | 국민의힘     | 울릉군 전역                                                                                            |             |
| 비례대표         | 김경숙 | 더불어민주당 | 경상북도 일원                                                                                          |             |
| 비례대표         | 임기진 | 더불어민주당 | 경상북도 일원                                                                                          |             |
| 비례대표         | 황명강 | 국민의힘     | 경상북도 일원                                                                                          |             |
| 비례대표         | 박선하 | 국민의힘     | 경상북도 일원                                                                                          |             |
| 비례대표         | 정경민 | 국민의힘     | 경상북도 일원                                                                                          |             |
| 비례대표         | 박규탁 | 국민의힘     | 경상북도 일원                                                                                          |             |

## 같이 보기
- 경상북도의회